# BPI Group
Ne doit pas être confondu avec Bpifrance.
 (avril 2016).
Pour les articles homonymes, voir BPI.
BPI group était le nom d'une entreprise fondée en 1984 par Bernard Paoli ayant été repris en mars 2022 par le cabinet LHH. Spécialisé en ressources humaines, le cabinet accompagne les entreprises et les institutions dans leurs projets de transformation RH.

## Historique
(avril 2016).
 (novembre 2017).
En 1984, Bernard Paoli, polytechnicien, crée le 7 février BPI, société de conseil RH.
- 1988, Acquisition de MEDIATOR: BPI prend position sur le marché de l’outplacement et du coaching de cadres dirigeants.
- 1997, Acquisition de LEROY Consultants.

En 1999, Claude Paoli devient Présidente de BPI au décès de son mari Bernard, décédé accidentellement.
En 2002, Malakoff Médéric entre dans le capital de BPI SA
- 2003, Entrée dans le capital de Humblot Grant Alexander.

En 2004, Bernard Brunhes Consultants (BBC) entrent dans le giron du groupe. Pascale Portères est nommée Dir. générale.
En 2007, Pascale Portères devient vice-Présidente de BPI group, Olivier Labarre et Brice Maillé, directeurs généraux.
En 2008, BPI group renforce son organisation en 4 régions et ouvre de nouveaux bureaux locaux. Ils Acquièrent Humblot Grand Alexander. BPI group se positionne sur le marché du recrutement. En parallèle, un réseau de partenaires affiliés a été mis en place dont font notamment partie les cabinets Von Rundstedt HR Partners en Allemagne, MPS en Scandinavie, Verity Fillion au Canada, Dornbosch aux Pays-Bas, PDP en Suisse ou encore Crossing executive search au Brésil.
- 2009, Création de l'Institut du Leadership, Think tank de BPI group.
- 2011, Lancement d'un Assessment Center à Paris.

En 2012, Perceva devient actionnaire majoritaire de BPI. Olivier Labarre est nommé Président de BPI group en mars 2012 après avoir occupé le poste de Directeur Général et procède à un plan social.
Le 5 avril 2013, Emmanuel Casabianca est nommé Président de BPI group.
Le 24 janvier 2014, Sabine Lochmann est nommée Directrice Générale de BPI group.
Le 22 juillet 2015, BPI group entame une nouvelle phase de développement avec la nomination de Sabine Lochmann au poste de Présidente du Directoire et de  Christophe Richarme, comme Directeur Général.
Le 7 avril 2016, BPI group organise U-Spring « Le Printemps des Universités d’entreprise », à Paris au pavillon d’Armenonville. Cet événement est placé sous le haut patronage du Ministère du travail, de l’emploi, de la formation professionnelle et du dialogue social. 
Le 17 janvier 2017, Sabine Lochmann est nommée membre du Conseil d'Orientation pour l'Emploi par arrêté du Premier Ministre. 
Le 28 mars 2017, BPI group et Leaders League organisent la deuxième édition U-Spring « Le Printemps des Universités d’entreprise », à Paris au pavillon d’Armenonville. Cet événement est placé sous le haut patronage du Ministère du travail, de l’emploi, de la formation professionnelle et du dialogue social. Au service de l'employabilité des personnes et de la compétitivité des entreprises, cette deuxième édition a rassemblé près de 700 participants. Les trophées U-Spring 2017 ont été décernés à 9 entreprises pour leurs initiatives remarquables et les pratiques les plus performantes et innovantes en matière de ressources humaines et de formation. Isabelle Kocher, Directeur Général d’ENGIE, s’est vue remettre le prix de la personnalité de l’année.
Le 20 juillet 2017, BPI group renoue avec la rentabilité grâce à une profonde transformation financière et digitale
- 8 octobre 2017, en 6 mois, BPI group remplit sa mission de trouver un repreneur pour le site de Whirlpool à Amiens et a permis à chaque salarié de retrouver un emploi[6].

Le 14 juin 2018, Olivier Lajous est nommé Président du Directoire de BPI group. 
Le 2 juillet 2019, Laurent Pfeiffer est nommé Président du Directoire et Sybille Delaporte Directrice Générale déléguée de BPI group par son actionnaire PERCEVA.
Le 12 octobre 2021, le rapprochement avec LHH est signé officiellement. Aurélie Feld est nommée Présidente et Sybille Delaporte Directrice Générale - la marque évolue en BPI group LHH.
Fin 2024, la marque BPI group LHH disparait.

## BPI group

### Les marques du groupe
- LEROY Consultants
- LEROY Dirigeants
- Bernard Brunhes Consultants

### Présence internationale
Au plus fort de son activité BPI group a été présent dans 50 pays.

## Institut du leadership
En 2009, la société a créé l’Institut du Leadership, think tank international installé en France et aux États-Unis qui a réalisé de nombreuses études. 

### Les dossiers de l'Institut
L'institut réalise des dossiers à destination des professionnels du secteur sur des sujets comme la qualité de vie au travail, la sécurisation des parcours professionnels, les jeunes et l'emploi ou la qualité de vie au travail qui sont accessibles en ligne et illustré par Jean-Michel Milon

### Travaux de thèse et publications académiques
L’Institut du leadership aide les travaux de recherche académiques notamment à travers un réseau de structures académiques partenaires qui inclut le CSO (laboratoire de sciences sociales de Science Po et du CNRS) ou le CNAM.

### Focus 2040
McMaster University - DeGroote organise annuellement un concours visant à imaginer l'avenir du monde de l'entreprise intitulé "Focus 2040 - Imagining the future of business". L'institut du Leadership est partenaire de cet événement académique auquel il contribue en apportant des ressources et en offrant un stage de 6 mois en France à un des gagnants du concours.

## L'observatoire du travail
Créé en octobre 2003, l’Observatoire du Travail est réalisé par BVA pour BPI group et L'Express. Il interroge deux fois par an l’état d’esprit de salariés français, du public et du privé. Sa 21e édition a eu lieu en février 2013 sur le sujet : "Les jeunes et le monde du travail: choc de générations ou passage de témoin ?." La dernière édition date de septembre 2013.